# Santa Cruz (Pernambuco)
Santa Cruz è un comune del Brasile nello Stato del Pernambuco, parte della mesoregione del Sertão Pernambucano e della microregione di Araripina.